# Distrikt Rondos
Der Distrikt Rondos liegt in der Provinz Lauricocha in der Region Huánuco in Westzentral-Peru. Der Distrikt wurde am 27. Dezember 1932 gegründet. Er besitzt eine Fläche von 173 km². Beim Zensus 2017 wurden 3798 Einwohner gezählt. Im Jahr 1993 lag die Einwohnerzahl bei 7369, im Jahr 2007 bei 7378. Sitz der Distriktverwaltung ist die 3566 m hoch gelegene Ortschaft Rondos mit 826 Einwohnern (Stand 2017). Rondos befindet sich 12 km nordwestlich der Provinzhauptstadt Jesús.

## Geographische Lage
Der Distrikt Rondos befindet sich in der peruanischen Westkordillere im äußersten Nordwesten der Provinz Lauricocha. Der Río Marañón sowie dessen linker Quellfluss Río Nupe fließen entlang der südöstlichen Distriktgrenze nach Nordosten.
Der Distrikt Rondos grenzt im Westen an den Distrikt Huallanca (Provinz Bolognesi), im Nordwesten an den Distrikt La Unión (Provinz Dos de Mayo), im Norden an die Distrikte Obas, Cáhuac, Chacabamba und Choras (alle vier in der Provinz Yarowilca), im Südosten an die Distrikte San Francisco de Asís und Jivia sowie im Süden an den Distrikt Baños.

## Ortschaften
Im Distrikt gibt es neben dem Hauptort folgende größere Ortschaften:
- Cashapampa
- Cosma
- Huacarcocha
- Huaracayog
- Iscopampa